# マリーキュリー高校

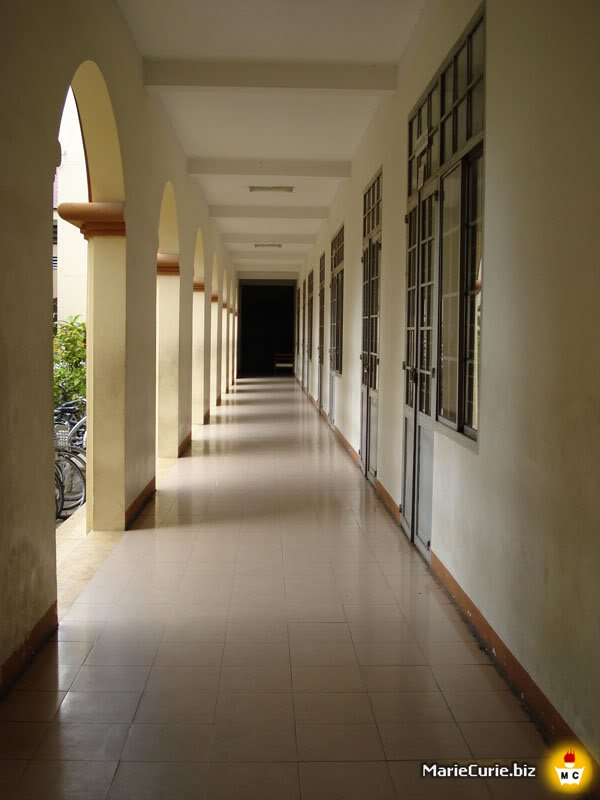
Fフロア屋外廊下の写真。

マリーキュリー高校（Marie Curie High School、ベトナム語:Trường Trung học Phổ thông Marie Curie）は、ベトナムホーチミン市3区に所在する公立高校。1918年に設立され、ノーベル賞受賞歴をもつマリ・キュリーにちなんで校名が名づけられた。

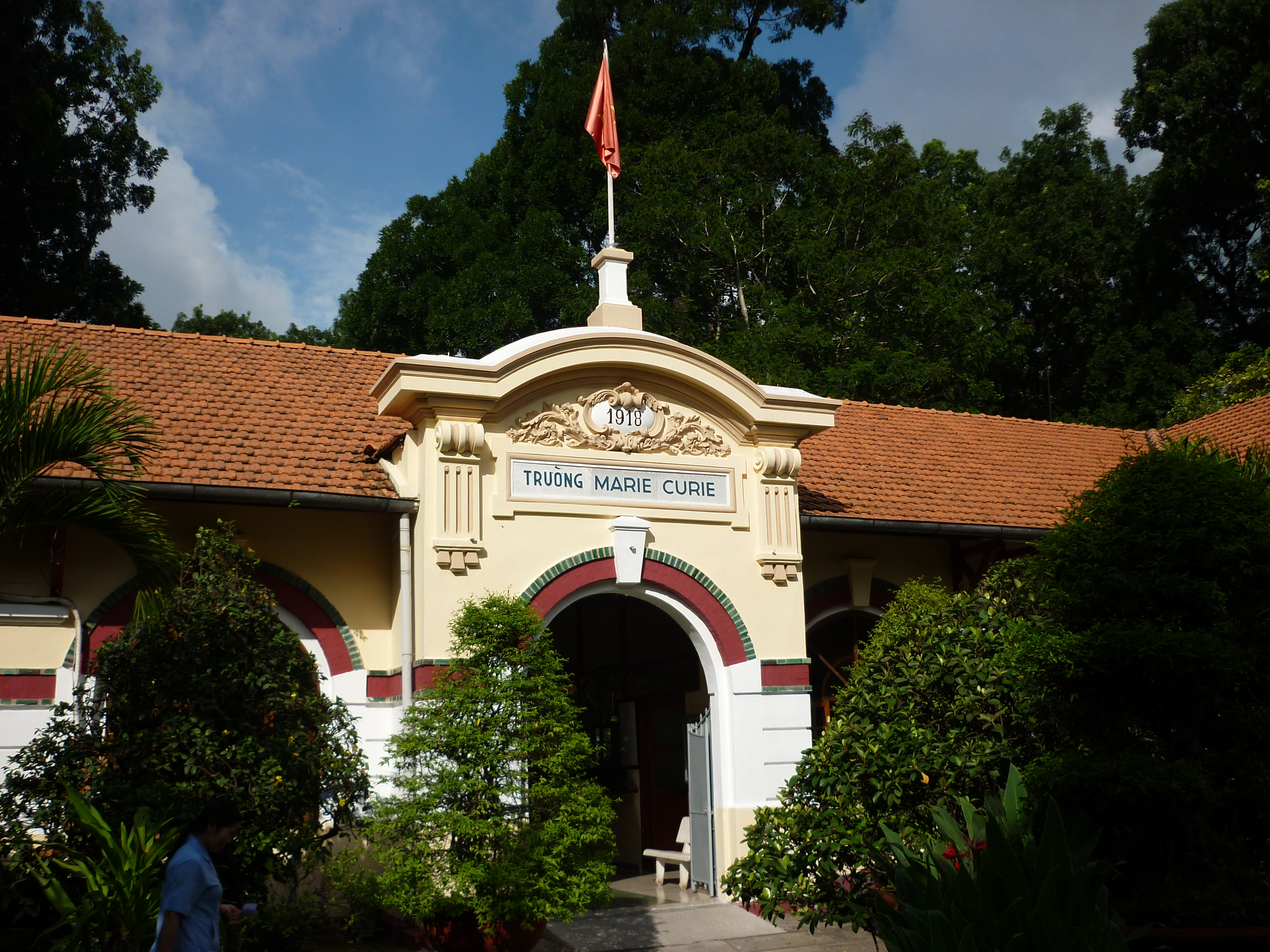
正面

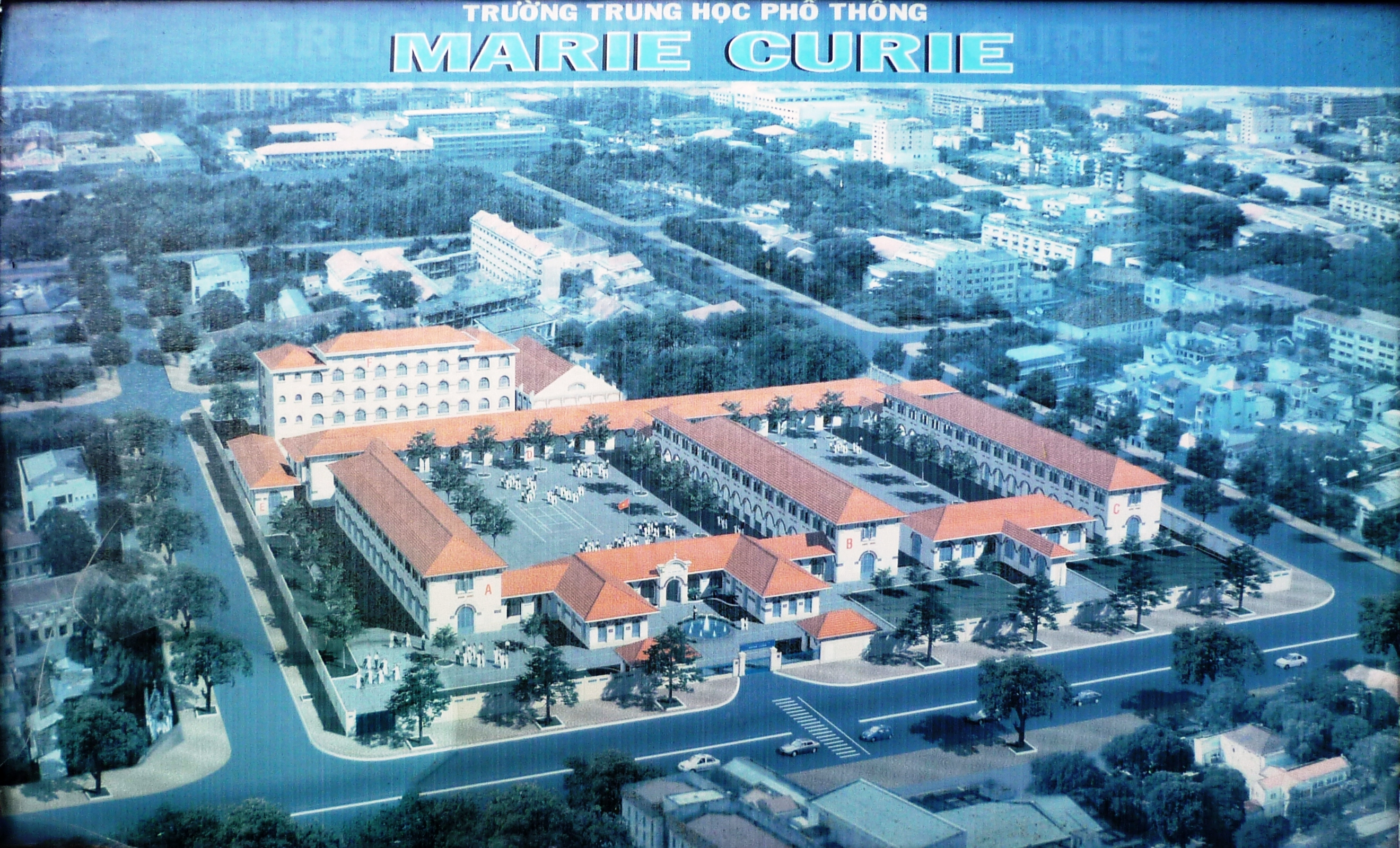
マリー・キュリー高校の空撮

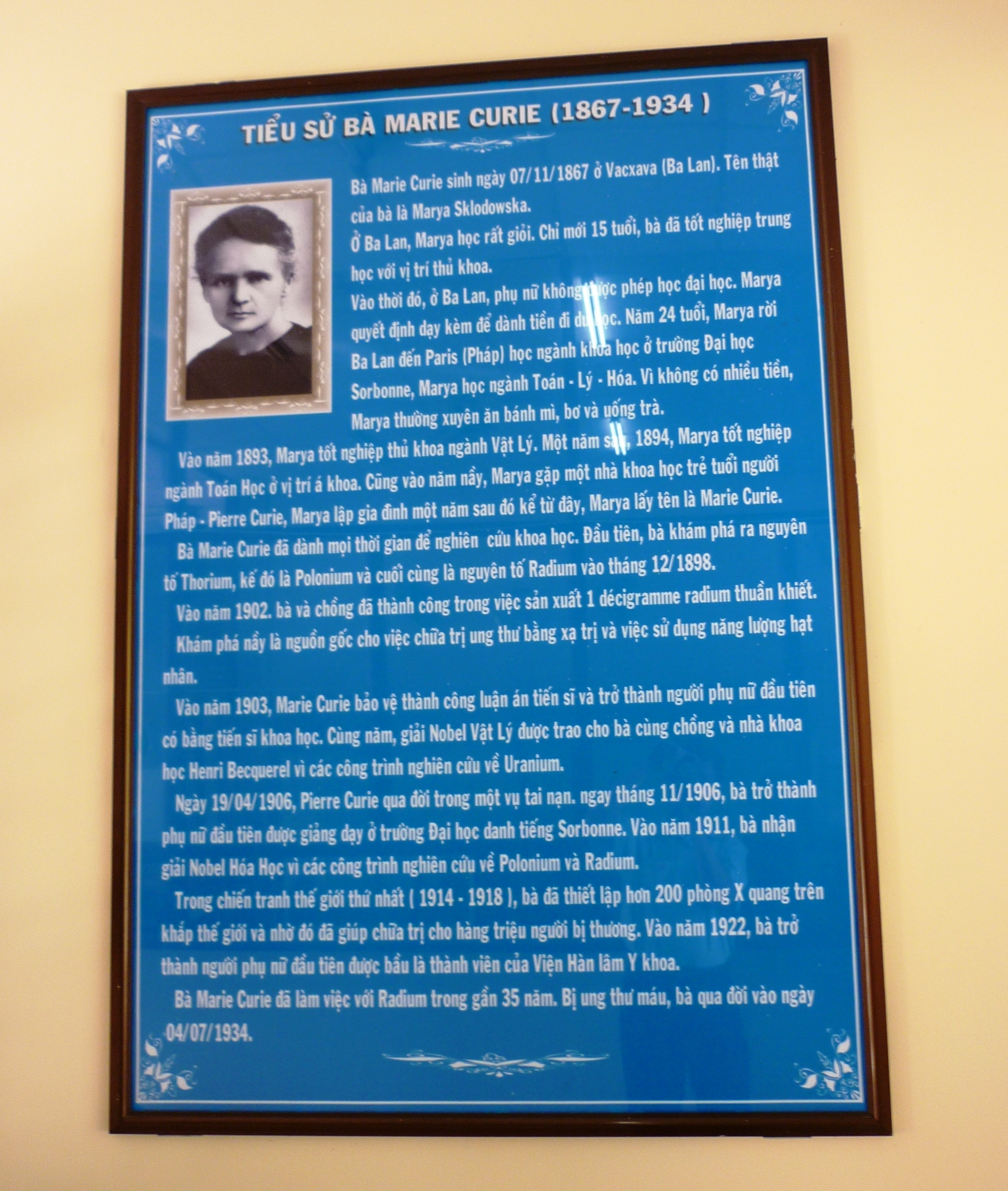
マリ・キュリーの自伝

元々は女子校として設立されたが、1970年には男子生徒も受け入れ、共学校となった。2018年時点ではベトナムを代表する最大級の高校の1つであり、約5000人の生徒がいる。 2007年には公立高校となった。

## 著名な卒業生
- ポウンズ・ドン - 歌手
- テン・ラン - 歌手
- ニンキャット・ロンチャウ - 歌手
- ヴォ・ハング・イエン - モデル
- ドン・ニー - シンガー
- ティー・ラン - モデル、女優
- バオ・タイ - 歌手
- トゥレン・ネレイ - デザイナー
- シー・ハング - デザイナー